# Alegeri în Estonia
Alegerile din Estonia –o legislatura la nivel national. Riigikogu are 101 membri,alesi pentru un termen de 4 ani de reprezentarea proportionala. Un cap al statului-presedintele- este ales pentru  o perioada de 5 ani de catre parlament (1-3 a etapa ) sau de un colegiu electoral(a 4 –a si ulterioara etapa).Local, alegerile consiliilor guvernamentale locale din Estonia,care variaza in functie de marime, dar dupa legea electorala,exista dimensiuni minime de consilii care depend de marimea municipalitatii.consiliile guvernamentale locale sunt alesi de asemenea  de catre reprezentarea proportionala.
- Numarul minim de membrii ai consiliilor este prescris a avea cel putin  7 locuri
- Peste 2,000 de locuitori :cel putin 13 locuri
- Peste 5,000 de locuitori :cel putin 17 locuri
- Peste 10,000 de locuitori:cel putin 21 de locuri
- Peste 50,000 de locuitori:cel putin 31 de locuri
- Peste 300,000 de locuitori:cel putin 63 de locuri

Estonia are un sistem “multi-partid “ cu numeroase parti în care nici unul nu participa fara sa aiba o sansa de a castiga putere singur, si partile trebuie sa lucreze cu fiecare in parte pentru a forma guverne de coalitie.
Alegerile au avut loc in urmatoarele perioade.Ultimele alegeri:
- Riigikogu (parlament):1992,1995,1999,2003,2007
- Local/municipal: 1996, 1999, 2002, 2005, 2009
- Europarlamentar:2004,2009
- Referendum:2003(UE)
- Presedinte: 1992 (Lennart Meri), 1996 (Lennart Meri), 2001 (Arnold Rüütel), 2006 (Toomas Ilves)

Ultimele alegeri nationale
Rezumat din 4 martie 2007 Parlamentul din Estonia –rezultate alegeri
Partidul	Ideologia	Voturi	%	Schimbari	Locuri	Schimbari 
Partidul reformator estonian (Eesti Reformierakond)	Liberalism clasic	153,044	27.8%	+10.1%	31	+12
Partidul central estonian(Eesti Keskerakond)	Centralism,
Populism,
Liberalism social	143,518	26.1%	+0.7%	29	+1
Uniunea Pro Patria și Res Publica Isamaa ja Res Publica Liit)	Conservatorism,
Conservatorism liberal	98,347	17.9%	–14.0%	19	–16
Partidul social democrat (Sotsiaaldemokraatlik Erakond)	Democratie sociala,
A treia cale	58,363	10.6%	+3.6%	10	+4
Partidul verde Estonian(Erakond Eestimaa Rohelised)	Politici verzi	39,279	7.1%	+7.1%	6	+6
Uniunea oamenilor din Estonia(Eestimaa Rahvaliit)	Agrarianism
39,215	7.1%	–5.9%	6	–7
Partidul crestin democrat Estonian(Erakond Eesti Kristlikud Demokraadid	Democratie crestina	9,456	1.7%	+0.7%	0	—
Partidul constitutional(Konstitutsioonierakond)	Minoritate rusa ,de stanga	5,464	1.0%	–1.2%	0	—
Partidul Independentei Estoniene(Eesti Iseseisvuspartei)	Euroscepticismul,
Nationalism
	1,273	0.2%	–0.4%	0	—
Partidul rus in Estonia(Vene Eesti Erakond)	Minoritatea rusa	1,084	0.2%	±0.0%	0	—
Partidul de stanga Estonian (Eesti Vasakpartei)	Socialism democratic	607	0.1%	–0.3%	0	—
Independenti		563	0.1%	–0.3%	0	—
	Total	550,213	100.0%	—	101	—